# Азбука нашег живота
Азбука нашег живота је српска телевизијска серија коју је створила Јелена Бајић Јочић за Суперстар. Темељи се на романима Мушка азбука и Азбука мог живота Мирјане Бобић Мојсиловић. Премијера је емитована 3. децембра 2021.

## Радња
У средишту интригантне, забавне, али на моменте и тешке, трагикомичне приче, налази се брачни пар Поповић иза којег је 25 година брака у који су ушли ношени студентском љубављу и младалачком занесеношћу, жељни успеха у тривијалном друштву у којем је све дозвољено да би се дошло до статуса, каријере и новца.
Четврт века касније, након што су стекли сва материјална добра, док им се деца школују и проводе у иностранству, ова наизглед идеална породица, почиње се распадати.

## Улоге
| Глумац                      | Улога                              |
| --------------------------- | ---------------------------------- |
| Александра Јанковић         | Весна Поповић                      |
| Јадран Малкович             | Урош Поповић                       |
| Исидора Симијоновић         | Ана                                |
| Небојша Миловановић         | Реља                               |
| Јована Стипић               | Сара                               |
| Миона Марковић              | Марта Поповић                      |
| Ђорђе Мишина                | Лука Поповић                       |
| Анђелка Прпић               | Сунчица                            |
| Анастасија Мандић           | Лидија                             |
| Радивоје Буквић             | Вељко                              |
| Ана Александер              | Емина                              |
| Александар Срећковић Кубура | Александар                         |
| Милан Калинић               | Борис                              |
| Славиша Чуровић             | Жарко Блануша                      |
| Јелена Мур                  | Соња                               |
| Недељко Бајић               | Горан                              |
| Ива Штрљић                  | Карла Бруни                        |
| Тихомир Станић              | Жељко                              |
| Катарина Гојковић           | Биља                               |
| Данина Јефтић               | инспекторка Весна Живановић        |
| Јелена Мила                 | инспекторка Јованка Грујић         |
| Милан Чучиловић             | доктор у УЦ                        |
| Милена Павловић             | шефица финансија                   |
| Хана Бештић                 | Љубица                             |
| Ђорђе Живадиновић           | Бане                               |
| Нела Михаиловић             | Данијела                           |
| Милош Ђорђевић              | Петар                              |
| Јово Максић                 | Јован                              |
| Дамјан Кецојевић            | Грга                               |
| Стефан Бундало              | монтажер                           |
| Тара Тошевски               | Анђелина                           |
| Јована Томичић              | Кејт                               |
| Марко Радојевић             | Пепе                               |
| Саша Бјелић                 | Вуја                               |
| Дејан Стојаковић            | Стеван портир                      |
| Ада Распор                  | Анина секретарица                  |
| Данијел Петковски           | Дача                               |
| Анђела Јанковић             | Анина колегиница                   |
| Јована Јелић                | водитељка                          |
| Маја Колунџија Зорое        | козметичарка                       |
| Невена Љубић                | млада козметичарка                 |
| Александра Мајсторовић      | медицинска сестра                  |
| Емилија Милосављевић        | девојка                            |
| Снежана Џодовић             | девојка                            |
| Стеван Хаџи Славковић       | пословни човек                     |
| Горан Гајић                 | пословни човек                     |
| Никола Димитровић           | Лукин дечко                        |
| Мирослав Станковић          |                                    |
| Марко Васиљевић             |                                    |
| Наташа Јанковић             |                                    |
| Манда Егић                  |                                    |
| Стефан Медин                |                                    |
| Славко Јагодник             |                                    |
| Горан Илић                  |                                    |
| Предраг Јочић               |                                    |
| Марко Булајић               |                                    |
| Марко Марковић              |                                    |
| Стеван Степановић           |                                    |
| Даша Миљковић               |                                    |
| Милица Зацеро               |                                    |
| Андреј Милошевић            |                                    |
| Јакша Прпић                 |                                    |
| Милица Танасковић           |                                    |
| Саша Пилиповић              |                                    |
| Јелена Бајић Јочић          |                                    |
| Никола Марковић             |                                    |
| Ненад Ј. Поповић            |                                    |
| Снежана Кнежевић            |                                    |
| Урош Здјелар                |                                    |
| Фуад Табучић                |                                    |
| Аљоша Вучковић              | Милош Марковић                     |
| Радош Бајић                 | Стеван, Урошев отац                |
| Игор Лазић                  | певач                              |
| Мирјана Бобић Мојсиловић    | психотерапуткиња Јелена Ристичевић |

## Епизоде
| Сезона | Сезона | Епизоде | Епизоде | Оригинално емитовање | Оригинално емитовање |
| Сезона | Сезона | Епизоде | Епизоде | Премијера            | Финале               |
| ------ | ------ | ------- | ------- | -------------------- | -------------------- |
|        | 1.     | 10      | 10      | 3. децембар 2021.    | 4. фебруар 2022.     |
|        | 2.     | 11      | 11      | 4. јануар 2024.      | 18. јануар 2024.     |